# Axinotoma
Axinotoma is een geslacht van kevers uit de familie van de loopkevers (Carabidae). De wetenschappelijke naam van het geslacht is voor het eerst geldig gepubliceerd in 1829 door Dejean.

## Soorten
Het geslacht Axinotoma omvat de volgende soorten:
- Axinotoma ambigena Jennel, 1946
- Axinotoma bifida Facchini, 2011
- Axinotoma demeyeri Facchini, 2011
- Axinotoma dilatipalpis Facchini, 2011
- Axinotoma fallax Dejaen, 1829
- Axinotoma hulstaerti Basilewsky, 1968
- Axinotoma kivuensis Facchini, 2011
- Axinotoma latipalpis Basilewsky, 1968
- Axinotoma lepersonneae Burgeon, 1942
- Axinotoma maynei Burgeon, 1936
- Axinotoma morettoi Facchini, 2011
- Axinotoma obtuseangula Peringuey, 1896
- Axinotoma perreiri Jennel, 1946
- Axinotoma posticallis Peringuey, 1896
- Axinotoma pseudofallax Facchini, 2003
- Axinotoma schuelei Facchini, 2011
- Axinotoma sinuaticollis Facchini, 2011
- Axinotoma sinuatipennis Facchini, 2011
- Axinotoma tanzanian Facchini, 2003
- Axinotoma toledanoi Facchini, 2011
- Axinotoma viossati Sciaky & Toledano, 1995